# Paranemastoma multisignatum
Espèce
Synonymes
- Nemastoma multisignatum Hadži, 1973

Paranemastoma multisignatum est une espèce d'opilions dyspnois de la famille des Nemastomatidae.

## Distribution
Cette espèce est endémique de Macédoine du Nord. Elle se rencontre vers Skopje.

## Description
Le mâle syntype mesure 3,5 mm et la femelle syntype 4,0 mm.

## Systématique et taxinomie
Cette espèce a été décrite sous le protonyme Nemastoma multisignatum par Hadži en 1973. Elle est placée dans le genre Paranemastoma par Schönhofer en 2013.

## Publication originale
- Hadži, 1973 : « Novi taksoni suhih južin (Opilionidea) v Jugoslaviji - Neue Taxa der Weberknechte (Opilionidea) aus Jugoslawien. » Razprave Slovenska Akademija Znanosti in Umetnosti SAZU (IV) - Dissertationes Academia Scientiarum et Artium Slovenica, Classis 4, vol. 16, p. 1–120.